# Ника (кинопремия, 2003)
16-я церемония вручения наград национальной кинематографической премии «Ника» за заслуги в области российского кинематографа за 2002 год состоялась 18 апреля 2003 года в Московском международном Доме музыки.
С этого года вручаются награды в новой категории: «Лучший фильм стран СНГ и Балтии».

## Статистика
Фильмы, получившие несколько номинаций
| Фильм                    | номинации | победы |
| ------------------------ | --------- | ------ |
| • Кукушка                | 7         | 4      |
| • Звезда                 | 6         | 3      |
| • Любовник               | 6         | 1      |
| • Война                  | 5         | 1      |
| • В движении             | 4         | 2      |
| • Кино про кино          | 3         | 2      |
| • Чеховские мотивы       | 3         | 1      |
| • Небо. Самолёт. Девушка | 3         | -      |
| • Копейка                | 2         | -      |

## Список лауреатов и номинантов

### Основные категории
• Победители выделены отдельным цветом. 
| Категории                           | Лауреаты и номинанты                                                                  | Лауреаты и номинанты                                                   | Лауреаты и номинанты                                                   |
| ----------------------------------- | ------------------------------------------------------------------------------------- | ---------------------------------------------------------------------- | ---------------------------------------------------------------------- |
| Лучший игровой фильм                | • Кукушка (режиссёр: Александр Рогожкин, продюсер: Сергей Сельянов)                   | • Кукушка (режиссёр: Александр Рогожкин, продюсер: Сергей Сельянов)    | • Кукушка (режиссёр: Александр Рогожкин, продюсер: Сергей Сельянов)    |
| Лучший игровой фильм                | • Война (режиссёр: Алексей Балабанов, продюсер: Сергей Сельянов)                      |                                                                        |                                                                        |
| Лучший игровой фильм                | • Звезда (режиссёр: Николай Лебедев, продюсеры: Карен Шахназаров, Александр Литвинов) |                                                                        |                                                                        |
| Лучший игровой фильм                | • Любовник (режиссёр: Валерий Тодоровский, продюсер: Александр Акопов)                |                                                                        |                                                                        |
| Лучший игровой фильм                | • Чеховские мотивы (режиссёр: Кира Муратова, продюсер: Игорь Калёнов)                 |                                                                        |                                                                        |
| Лучший фильм стран СНГ и Балтии     | • Флэшбэк. Оглянись у порога ( Латвия) режиссёр: Герц Франк                           | • Флэшбэк. Оглянись у порога ( Латвия) режиссёр: Герц Франк            | • Флэшбэк. Оглянись у порога ( Латвия) режиссёр: Герц Франк            |
| Лучший фильм стран СНГ и Балтии     | • Документалист ( Армения) режиссёр: Арутюн Хачатрян                                  |                                                                        |                                                                        |
| Лучший фильм стран СНГ и Балтии     | • Молитва Лейлы ( Казахстан) режиссёр: Сатыбалды Нарымбетов                           |                                                                        |                                                                        |
| Лучший фильм стран СНГ и Балтии     | • Пассажиры из прошлого столетия ( Украина) режиссёр: Виктор Олендер                  |                                                                        |                                                                        |
| Лучший фильм стран СНГ и Балтии     | • Товарищ Бойкенжаев ( Узбекистан) режиссёр: Юсуп Разыков                             |                                                                        |                                                                        |
| Лучший неигровой фильм              | • Дзига и его братья (режиссёр: Евгений Цымбал)                                       | • Дзига и его братья (режиссёр: Евгений Цымбал)                        | • Дзига и его братья (режиссёр: Евгений Цымбал)                        |
| Лучший неигровой фильм              | • Живи и радуйся (режиссёр: Юрий Шиллер)                                              |                                                                        |                                                                        |
| Лучший неигровой фильм              | • Извините, что живу... (режиссёр: Алексей Погребной)                                 |                                                                        |                                                                        |
| Лучший анимационный фильм           | • Букашки (режиссёр: Михаил Алдашин)                                                  | • Букашки (режиссёр: Михаил Алдашин)                                   | • Букашки (режиссёр: Михаил Алдашин)                                   |
| Лучший анимационный фильм           | • Желтухин (режиссёр: Мария Муат)                                                     |                                                                        |                                                                        |
| Лучший анимационный фильм           | • Медленное бистро (Ожидание) (режиссёр: Иван Максимов)                               |                                                                        |                                                                        |
| Лучший анимационный фильм           | • О рыбаке и рыбке (режиссёр: Наталья Дабижа)                                         |                                                                        |                                                                        |
| Лучший анимационный фильм           | • Человек с Луны (режиссёр: Оксана Черкасова)                                         |                                                                        |                                                                        |
| Лучшая режиссёрская работа          | • Александр Рогожкин за фильм «Кукушка»                                               | • Александр Рогожкин за фильм «Кукушка»                                | • Александр Рогожкин за фильм «Кукушка»                                |
| Лучшая режиссёрская работа          | • Алексей Балабанов — «Война»                                                         |                                                                        |                                                                        |
| Лучшая режиссёрская работа          | • Валерий Тодоровский — «Любовник»                                                    |                                                                        |                                                                        |
| Лучшая сценарная работа             | • Анатолий Гребнев (посмертно) — «Кино про кино»                                      | • Анатолий Гребнев (посмертно) — «Кино про кино»                       | • Анатолий Гребнев (посмертно) — «Кино про кино»                       |
| Лучшая сценарная работа             | • Иван Дыховичный и Владимир Сорокин — «Копейка»                                      |                                                                        |                                                                        |
| Лучшая сценарная работа             | • Александр Рогожкин — «Кукушка»                                                      |                                                                        |                                                                        |
| Лучшая мужская роль                 |                                                                                       | • Олег Янковский — «Любовник» (за роль Дмитрия Чарышева)               | • Олег Янковский — «Любовник» (за роль Дмитрия Чарышева)               |
| Лучшая мужская роль                 | • Сергей Гармаш — «Любовник» (за роль Ивана)                                          |                                                                        |                                                                        |
| Лучшая мужская роль                 | • Константин Хабенский — «В движении» (за роль Саши Гурьева)                          |                                                                        |                                                                        |
| Лучшая женская роль                 |                                                                                       | • Анни-Кристина Юусо — «Кукушка» (за роль Анни)                        | • Анни-Кристина Юусо — «Кукушка» (за роль Анни)                        |
| Лучшая женская роль                 | • Рената Литвинова — «Небо. Самолёт. Девушка» (за роль Лары)                          |                                                                        |                                                                        |
| Лучшая женская роль                 | • Нина Усатова — «Кавказская рулетка» (за роль Марии)                                 |                                                                        |                                                                        |
| Лучшая мужская роль второго плана   |                                                                                       | • Сергей Бодров мл. (посмертно) — «Война» (за роль капитана Медведева) | • Сергей Бодров мл. (посмертно) — «Война» (за роль капитана Медведева) |
| Лучшая мужская роль второго плана   | • Фёдор Бондарчук — «Кино про кино» (за роль Николая Жильцова)                        |                                                                        |                                                                        |
| Лучшая мужская роль второго плана   | • Михаил Ефремов — «В движении» (за роль Вована)                                      |                                                                        |                                                                        |
| Лучшая мужская роль второго плана   | • Алексей Панин — «Звезда» (за роль сержанта Мамочкина)                               |                                                                        |                                                                        |
| Лучшая женская роль второго плана   |                                                                                       | • Татьяна Лаврова — «Кино про кино» (за роль Татьяны Юрьевны)          | • Татьяна Лаврова — «Кино про кино» (за роль Татьяны Юрьевны)          |
| Лучшая женская роль второго плана   | • Вера Воронкова — «Любовник» (за роль Веры)                                          |                                                                        |                                                                        |
| Лучшая женская роль второго плана   | • Алла Демидова — «Письма к Эльзе» (за роль Эльзы)                                    |                                                                        |                                                                        |
| Лучшая операторская работа          |                                                                                       | • Сергей Мачильский — «В движении»                                     | • Сергей Мачильский — «В движении»                                     |
| Лучшая операторская работа          | • Сергей Астахов — «Война»                                                            |                                                                        |                                                                        |
| Лучшая операторская работа          | • Игорь Клебанов — «Превращение»                                                      |                                                                        |                                                                        |
| Лучшая операторская работа          | • Юрий Невский — «Звезда»                                                             |                                                                        |                                                                        |
| Лучшая музыка к фильму              |                                                                                       | • Алексей Рыбников — «Звезда»                                          | • Алексей Рыбников — «Звезда»                                          |
| Лучшая музыка к фильму              | • Алексей Айги — «Любовник»                                                           |                                                                        |                                                                        |
| Лучшая музыка к фильму              | • Эдуард Артемьев — «Дом дураков»                                                     |                                                                        |                                                                        |
| Лучшая музыка к фильму              | • Алексей Шелыгин — «Небо. Самолёт. Девушка»                                          |                                                                        |                                                                        |
| Лучшая работа звукорежиссёра        | • Александр Погосян — «Звезда»                                                        | • Александр Погосян — «Звезда»                                         | • Александр Погосян — «Звезда»                                         |
| Лучшая работа звукорежиссёра        | • Максим Беловолов — «Война»                                                          |                                                                        |                                                                        |
| Лучшая работа звукорежиссёра        | • Анатолий Гудковский и Сергей Соколов — «Кукушка»                                    |                                                                        |                                                                        |
| Лучшая работа художника             | • Владимир Светозаров — «Кукушка»                                                     | • Владимир Светозаров — «Кукушка»                                      | • Владимир Светозаров — «Кукушка»                                      |
| Лучшая работа художника             | • Шавкат Абдусаламов — «Кострома»                                                     |                                                                        |                                                                        |
| Лучшая работа художника             | • Евгений Голубенко — «Чеховские мотивы»                                              |                                                                        |                                                                        |
| Лучшая работа художника по костюмам | • Руслан Хвастов — «Чеховские мотивы»                                                 | • Руслан Хвастов — «Чеховские мотивы»                                  | • Руслан Хвастов — «Чеховские мотивы»                                  |
| Лучшая работа художника по костюмам | • Марина Николаева — «Кукушка»                                                        |                                                                        |                                                                        |
| Лучшая работа художника по костюмам | • Светлана Титова — «Копейка»                                                         |                                                                        |                                                                        |
| Открытие года                       |                                                                                       | • Игорь Петренко (мужская роль) — «Звезда»                             |                                                                        |
| Открытие года                       | • Филипп Янковский (режиссёр) — «В движении»                                          |                                                                        |                                                                        |
| Открытие года                       | • Вера Сторожева (режиссёр) — «Небо. Самолёт. Девушка»                                |                                                                        |                                                                        |

### Специальные награды
- Приз «Честь и достоинство» — Борис Львович Васильев.
- Приз «За вклад в кинематографические науки, критику и образование» — Виктор Григорьевич Комар.